# Loxia
A Loxia a madarak osztályának verébalakúak (Passeriformes) rendjébe a pintyfélék (Fringillidae) családjába és a Carduelinae alcsaládjába tartozó nem.

## Rendszerezésük
A nemet Carl von Linné svéd természettudós írta le 1858-ban, az alábbi fajok tartoznak ide:
- haiti keresztcsőrű (Loxia megaplaga)
- nagy keresztcsőrű (Loxia pytyopsittacus)
- skót keresztcsőrű (Loxia scotica)
- keresztcsőrű (Loxia curvirostra)
- szalagos keresztcsőrű vagy fehérszárnyú keresztcsőrű (Loxia leucoptera)[2]
- dél-hegységi keresztcsőrű (Loxia sinesciuris) (2009-ben választották el a keresztcsőrűtől, a magyar név forrással nincs megerősítve)[3]